# Georg Kau

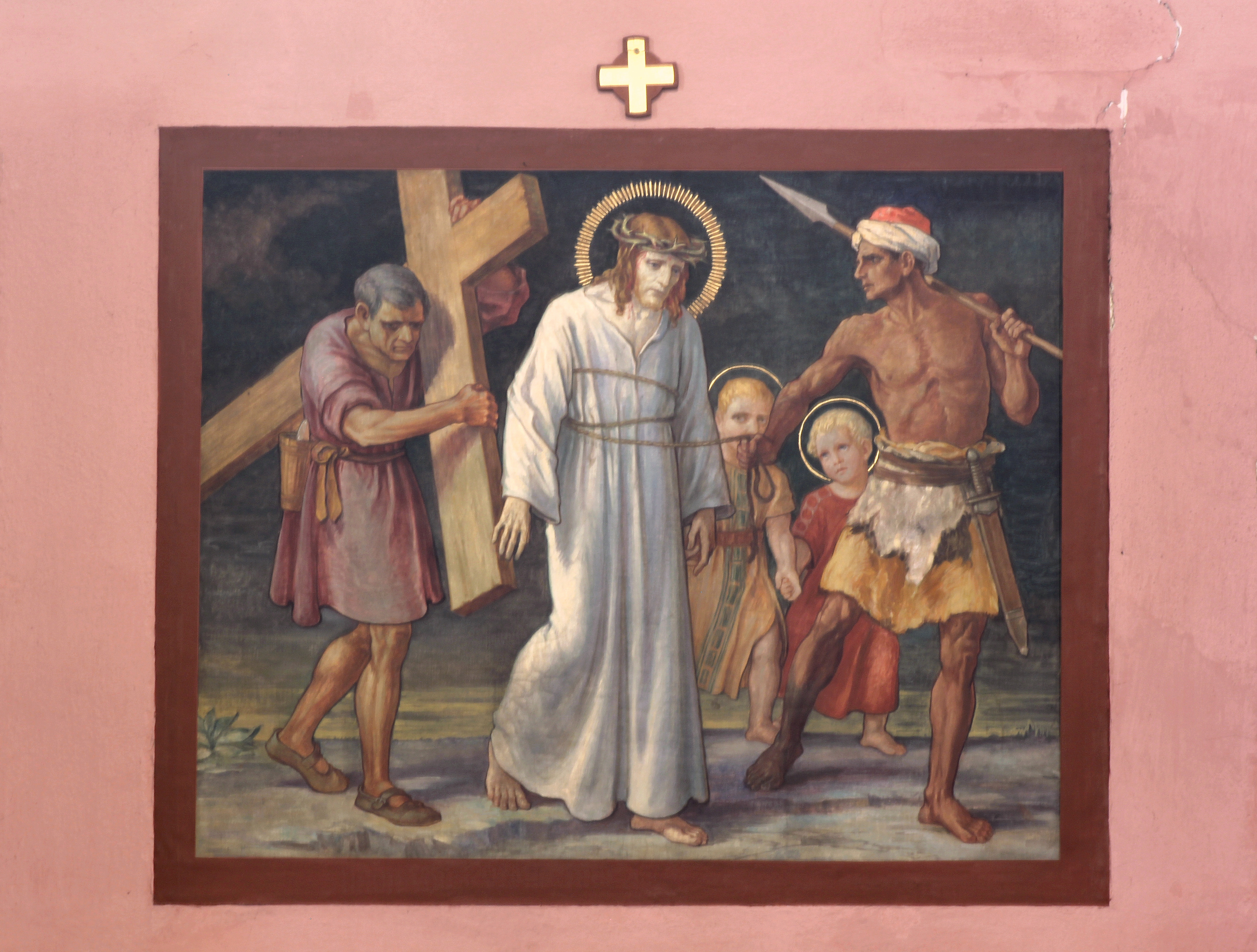
Kreuzwegbild in St. Mauritius in Kärlich

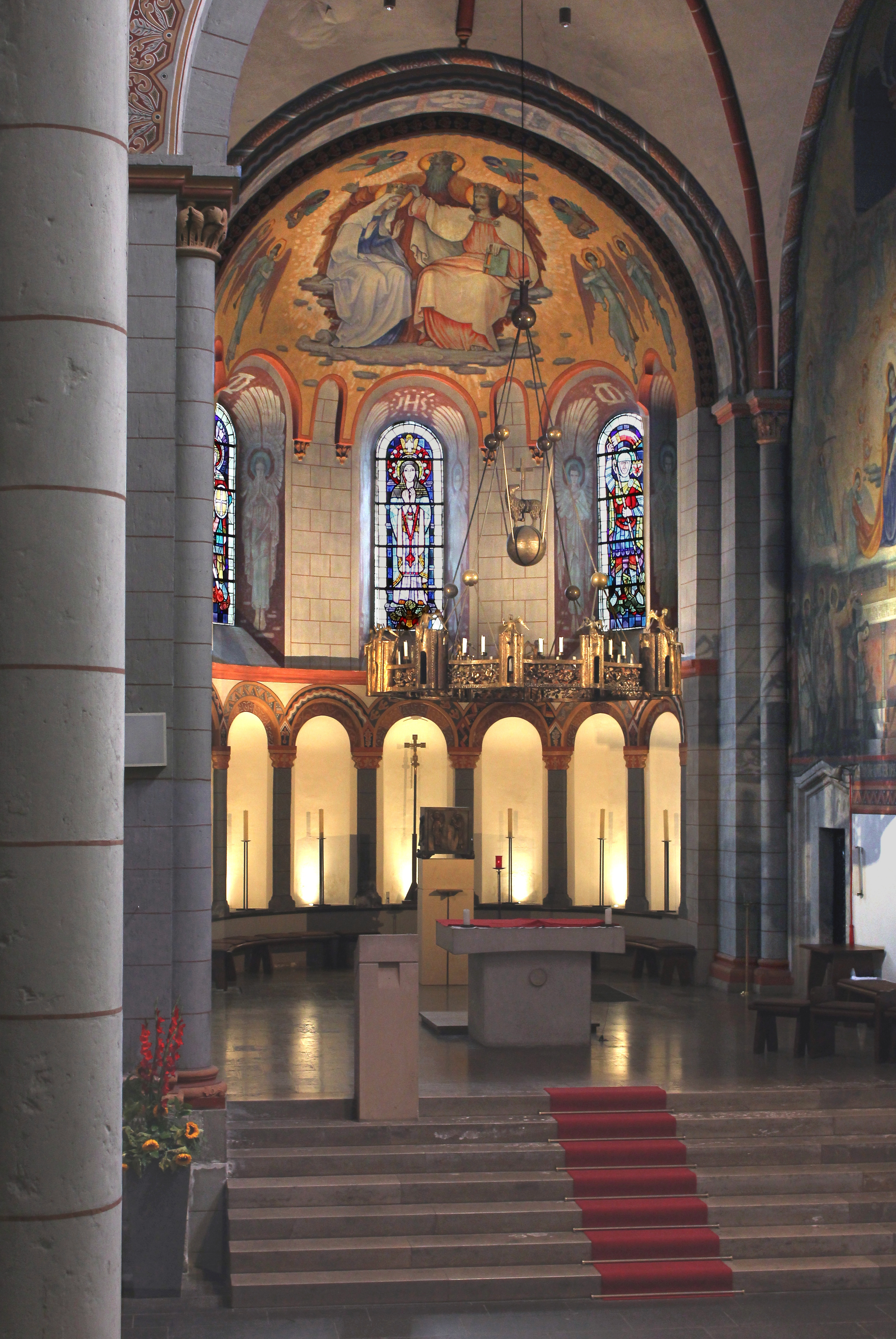
Krönung Mariens, Fresko von Georg Kau in der Halbkuppel über der Chorapsis von Maria Himmelfahrt in Andernach

Georg Reiner Kau (* 6. Januar 1870 in Neuß; † 28. Juni 1947 in München) war ein deutscher Kirchen- und Glasmaler sowie Illustrator.

## Leben und Werke
Georg Kau begann seine Ausbildung in der Lehranstalt des Berliner Kunstgewerbemuseums. Nachdem er dort Dekorationsmaler geworden war, wurde er 1897 Schüler von Martin von Feuerstein in München und schrieb sich am 14. Mai 1898 an der dortigen Kunstakademie ein, wo er die Naturklasse bei Gabriel von Hackl besuchte. Als Gehilfe von Feuerstein war er unter anderem an der Ausführung des Kreuzweges für die Kirche St. Anna in München beteiligt und 1903/04 an der Ausmalung der Pfarrkirche in Riezlern. Hier hinterließ er ein Porträt seines Lehrers: Der heilige Josef auf dem Bild an der linken Chorwand, das die Anbetung des Jesuskindes durch die Hirten zeigt, trägt Feuersteins Züge. Für einen der Hirtenknaben stand Feuersteins Sohn Modell. Die Kirche St. Trinitatis in Weißenthurm wurde zu Beginn des 20. Jahrhunderts im neuromanischen Stil erweitert und damals ebenfalls mit Wandmalereien von Kau ausgestattet. Ebenso ist der 1935 auf Leinwand gemalte Kreuzweg der Pfarrkirche St. Mauritius Kärlich ein Werk von Georg Kau.
Er schuf das Bild eines heiligen Antonius für eine Kirche in Erlangen. Für den Altar der Kirche in Rixheim im Elsass malte er ein Rosenkranzbild, für den Hochaltar von St. Matthias in Neuwied schuf er zwei Flügelbilder und für die Spitalkirche in Straßburg mehrere Bilder. Ein Altarbild für die Straßburger Magdalenenkirche fiel einem Brand zum Opfer. Für die Kirche in Deutsch Kamitz in Oberschlesien malte er ein Hochaltarbild mit dem Thema Mariä Himmelfahrt.
Kau war an der Restaurierung der Kirche von Brixen im Tal beteiligt. Er malte die Kirche in Anklam aus, außerdem die Kapelle einer Krankenanstalt in Nymphenburg. Für die Dreifaltigkeitskirche in Ludwigshafen am Rhein schuf er mehrere Wandgemälde. Weitere Werke Kaus sind die Fresken in Maria Himmelfahrt in Andernach, auch Mariendom genannt, von 1929.
Für die Ausmalungen der Münchner Maximilianskirche reichte er Vorschläge ein, die zwar prämiert, aber nicht ausgeführt wurden. Ebenso erging es den Entwürfen für die Kirche in Augsburg-Pfersee. 
Als Glasmaler schuf er das Gedächtnisfenster in der protestantischen Kirche in Oberkleen. 1921 gestaltete er drei kleine Fenster für den Chorraum der Pfarrkirche in Höchen.
Er illustrierte außerdem die Beersche Heiligenlegende, die in Regensburg bei Habbel verlegt wurde.
Kau stellte verschiedentlich im Glaspalast in München aus. 1914 zeigte er dort das Innere einer Dorfkirche, 1916 einen Fischersteg und 1922 die Residenz-Galerie.